# Хосе Ауреліо Суарес
Хосе Ауреліо Суарес Гарсія (ісп. José Aurelio Suárez García; нар. 1 грудня 1995, Хіхон) — іспанський футболіст, воротар. Грає за японський «Токусіма Вортіс»

## Клубна кар'єра
Суарес почав грати у футбол в клубі ФК «Росес», згодом перейшов до молодіжної команди ФК Барселона, а в 2014 році він був переведений до складу команди «Барселона Б».

## Титули і досягнення
- Переможець Юнацької ліги УЄФА: 2013-14